# Arthrosphaera indica
Arthrosphaera indica är en mångfotingart som beskrevs av Karl Wilhelm Verhoeff 1937. Arthrosphaera indica ingår i släktet Arthrosphaera och familjen Sphaerotheriidae. Inga underarter finns listade i Catalogue of Life.